# Động đất Ngọc Thụ 2010
Động đất năm 2010 tại Châu Tự trị dân tộc Tạng Ngọc Thụ diễn ra vào ngày 14 tháng 4 với cường độ 6,9 độ Richter. Cường độ lớn nhất của nó lên tới cấp IX (tàn phá) trong Thang đo Mercalli. Theo Tân Hoa xã, khoảng 300 người đã thiệt mạng và khoảng 8.000 người bị thương. Chấn tâm nằm ở thị trấn Kết Cổ, là khu vực xa xôi có địa hình lởm chởm, gần biên giới của khu tự trị Tây Tạng. Huyện này nằm cách thị trấn Xương Đô, Tây Tạng 240 km về phía tây bắc. Đây là khu vực dân cư thưa thớt trên cao nguyên Tây Tạng, thường xuyên chịu ảnh hưởng của động đất.
Do địa hình gồ ghề và thực tế là các trận lở đất đã phá hủy cơ sở hạ tầng, các hoạt động cứu hộ ban đầu đã được thực hiện bởi các quân cảnh và các chiến sĩ của Quân giải phóng nhân dân Trung Quốc đồn trú ở khu vực Tây Tạng . Chính quyền tỉnh Thanh Hải tuyên bố rằng đã có năm nghìn lều và 100.000 áo khoác cotton dày, và chăn nặng đã được gửi đi để giúp người sống sót đối phó với gió mạnh và nhiệt độ gần điểm đóng băng khoảng 43 độ F (6 độ C).

## Các dư chấn

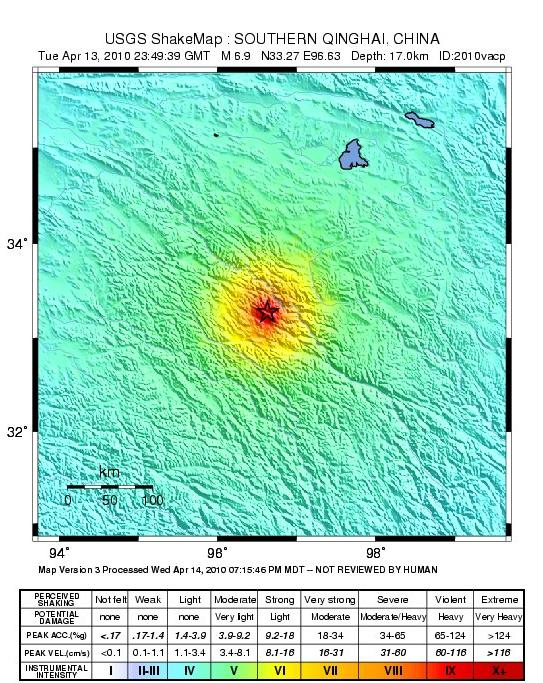
Bản đồ cường độ USGS

Ngoài một tiền chấn thì tiếp theo sau trận động đất là một số dư chấn, 4 trong số các đợt dư chấn có cường độ lớn hơn 5Mw, vào ngày 14 tháng 4 xuất hiện một dư chấn 5.8Mw có chấn tiêu sâu 4 km.
| Ngày (Năm-Tháng-Ngày) | Thời gian (UTC) | Vĩ độ     | Kinh độ   | Chiều sâu (km) | Cường độ |
| --------------------- | --------------- | --------- | --------- | -------------- | -------- |
| 2010-04-13            | 21:40:00        | 33.183° N | 96.623° E | 18.9           | 5.0 (Mw) |
| 2010-04-13            | 23:49:39        | 33.224° N | 96.666° E | 17.0           | 6.9 (Mw) |
| 2010-04-14            | 00:01:17        | 32.875° N | 96.999° E | 10.0           | 5.3 (Mw) |
| 2010-04-14            | 00:12:25        | 33.159° N | 96.580° E | 10.0           | 5.2 (Mw) |
| 2010-04-14            | 01:25:15        | 33.179° N | 96.448° E | 4.0            | 5.8 (Mw) |
| 2010-04-14            | 03:15:46        | 33.151° N | 96.701° E | 10.0           | 4.7 (Mw) |
| 2010-04-14            | 12:19:36        | 33.077° N | 96.846° E | 10.0           | 4.1 (Mw) |
| 2010-04-17            | 00:59:01        | 32.588° N | 92.743°E  | 40.6           | 5.1 (Mw) |